# Moisés Velásquez
José Moisés Velásquez Torres es un exfutbolista hondureño que se desempeñaba como delantero.

## Trayectoria
Era apodado el tanque y jugó con Olimpia al menos en 1977, ganando la liga en esa temporada.
Igual actuó con Atlético Morazán, donde anotó el único gol de su equipo en la final de la Liga Nacional 1981-82 contra el Vida, sin embargo, el resultado global fue de 4-1 a favor de los de La Ceiba, quedándose con su primer título.
También estuvo con el Motagua, el máximo rival de su exequipo Olimpia en la campaña siguiente y en 1985, donde anotó un doblete de goles en una victoria de 7-0 ante Victoria el 12 de septiembre de 1982.

## Selección nacional
Fue convocado con la selección de Honduras en las eliminatorias para la Copa Mundial de España 1982, donde en el partido ante Costa Rica el 16 de noviembre de 1980, tras entrar de cambio al 56', anotó el gol del empate a uno definitivo.

## Clubes
| Club             | País     | Año       |
| ---------------- | -------- | --------- |
| Olimpia          | Honduras | 1977-1978 |
| Atlético Morazán | Honduras | 1981      |
| Motagua          | Honduras | 1982-1985 |

## Palmarés

### Títulos nacionales
| Título        | Equipo  | País     | Año     |
| ------------- | ------- | -------- | ------- |
| Liga Nacional | Olimpia | Honduras | 1977-78 |